# Hirschlag
Hirschlag ist ein Rotte der Gemeinde Munderfing in Oberösterreich (Bezirk Braunau am Inn). Die Ortschaft hat 68 Einwohner (Stand 1. Jänner 2024).

## Geographie
Hirschlag liegt im Westen der Gemeinde Munderfing bzw. im Südwesten der gleichnamigen Katastralgemeinde. Vom Zentrum der Gemeinde erreicht man die Ortschaft über die nach Südwesten führende Lochener Bezirksstraße. Die Ortschaft besteht zwei Gebäuden im Nordosten, zwei landwirtschaftlichen Gebäuden mit sich im Süden anschließenden Häusern und eine dazwischenliegenden Einfamilienhaussiedlung. Benachbarte Ortschaften sind Buch im Süden, Rödt im Osten, Haidberg im Norden und Steinberg bzw. Abern (Gemeinde Jeging) im Westen.
Für Hirschlag wurden 2001 insgesamt 21 Gebäude gezählt, wobei 18 Gebäude über einen Hauptwohnsitz verfügten und 26 Wohnungen bzw. 23 Haushalte bestanden. Zudem gab es drei land- und forstwirtschaftliche Betriebsstätten.

## Geschichte und Bevölkerung
Der Ortsname Hirschlag, früher auch Hörschlag, findet sich erstmals 1532 als Hierslach in Urkunden wieder. Der Name leitet sich vom Schlägern bzw. Roden ab. Der Weiler bestand im 18. Jahrhundert lediglich aus dem Aigner-Zuhaus bzw. Stanglhäusl (Hirschlag 1), dem Bauernhof Lipperl, früher Lippgut, Riesengut, Schinnnagl- und Schmalangergut oder Fürschlagsölde (Hirschlag 2) und dem Aignergut, früher Hürschlager- oder Hürschlingergut (Hirschlag 3). Im Jahr 1869 lebten in Buch 24 Menschen in vier Häusern. Bis zum Jahr 1910 sank die Einwohnerzahl leicht, wobei in diesem Jahr 21 Einwohner in vier Häusern gezählt wurden. Alle Einwohner der Ortschaft waren hierbei katholischen Glaubens.